# Новопреображенное
Новопреображенное (укр. Новопреображенне) — село, относится к Сватовскому району Луганской области Украины.
Население по переписи 2001 года составляло 41 человек. Почтовый индекс — 92641. Телефонный код — 6471. Занимает площадь 0,777 км². Код КОАТУУ — 4424083002.

## Местный совет
92640, Луганська обл., Сватівський р-н, с. Маньківка, вул. Центральна, 28  (укр.)